# Faro Chubut
El faro Chubut es un faro no habitado de la Armada Argentina que se encuentra en la ubicación 43°22′00″S 65°03′00″O / -43.36667, -65.05000 en la costa Atlántica, en el extremo sur de la desembocadura del río Chubut, al sur de la ciudad de Rawson, en el departamento Rawson de la Provincia del Chubut, Patagonia Argentina.
El faro consiste en una torre troncopiramidal de metal que tiene una altura de 11,5 metros. Está pintada con dos franjas horizontales blancas y una central negra.
Su construcción estuvo a cargo de Alférez de Fragata Alfredo Attewell, con personal de Balizamiento del Servicio de Hidrografía Naval y de la dotación del buque Balizador “Alférez Mackinlay”. Fue librado al servicio el 2 de octubre de 1933. En el año 1985 fue reemplazada su fuente de energía primitiva que funcionaba a gas acetileno, por otra basada en energía solar fotovoltaica (paneles solares y baterías), lo que permitió un alcance luminoso de 6,5 millas náuticas (12,0 km).